# Odenatus

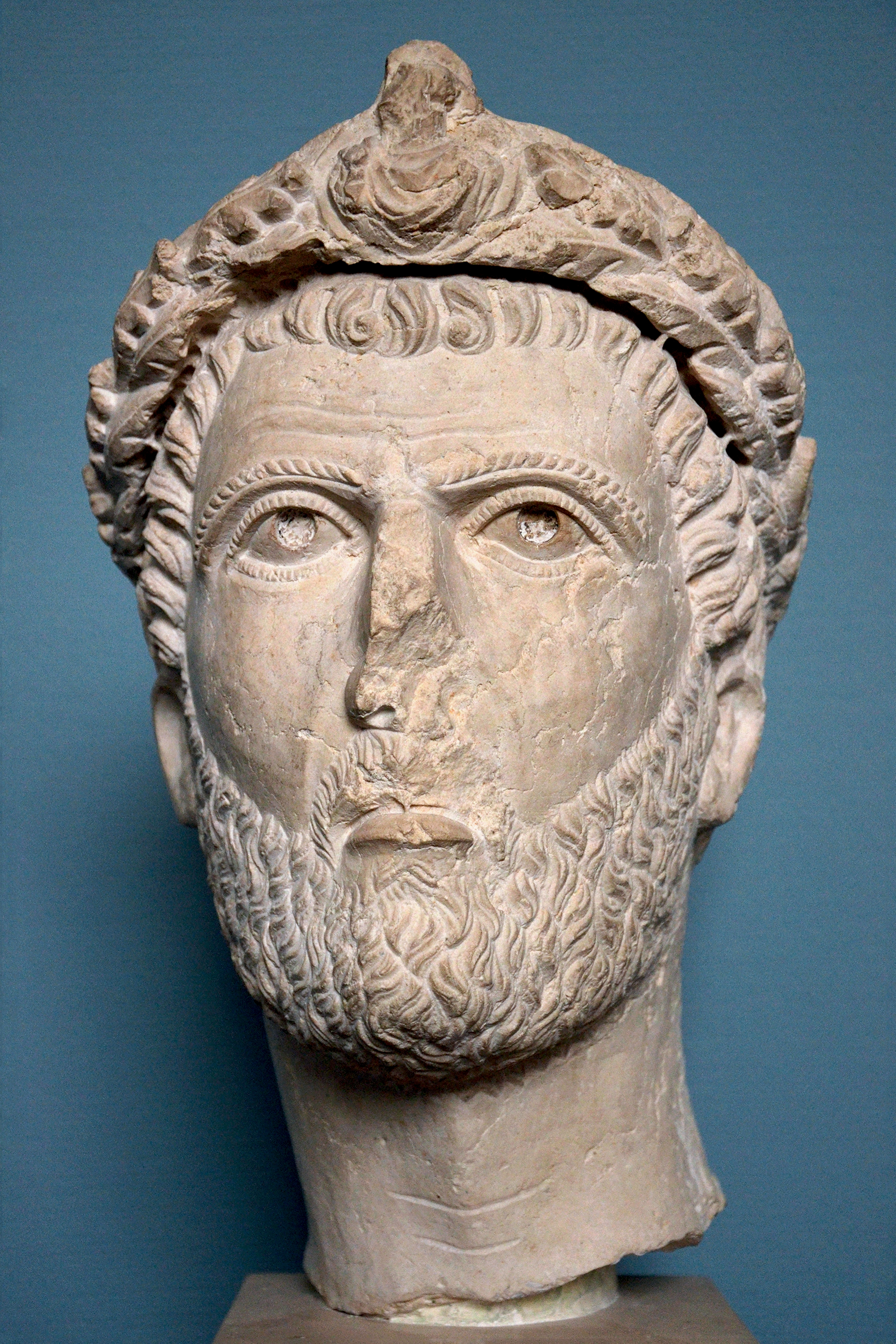
Odaenathus

Lucius Septimius Odaenathus, Odenathus  sau Odenatus (aramaică: ܐܕܝܢܬ; transliterat: Oḏainaṯ, greacă: Οδαίναθος; Hodainathos, arabă أذينة; transliterat: Uthayna), forma latinizată din cuvântul siriac Odainath, a fost un conducător al orașului Palmira, Siria și mai târziu al efemerului Imperiu de la Palmira (260–273), care a reușit să recupereze ținuturile romane estice de la perși și să le alipească Imperiului.